# Blackwell, Texas
Blackwell là một thành phố thuộc quận Nolan, tiểu bang Texas, Hoa Kỳ. Năm 2010, dân số của xã này là 311 người.

## Dân số
- Dân số năm 2000: 360 người.
- Dân số năm 2010: 311 người.